# Cantone di Anet
Il Cantone di Anet è una divisione amministrativa dell'arrondissement di Dreux.
A seguito della riforma approvata con decreto del 24 febbraio 2014, che ha avuto attuazione dopo le elezioni dipartimentali del 2015, è passato da 21 a 26 comuni.

## Composizione
I 21 comuni facenti parte prima della riforma del 2014 erano:
- Abondant
- Anet
- Berchères-sur-Vesgre
- Boncourt
- Broué
- Bû
- Champagne
- La Chaussée-d'Ivry
- Gilles
- Goussainville
- Guainville
- Havelu
- Marchezais
- Le Mesnil-Simon
- Oulins
- Rouvres
- Saint-Lubin-de-la-Haye
- Saint-Ouen-Marchefroy
- Saussay
- Serville
- Sorel-Moussel

Dal 2015 i comuni appartenenti al cantone sono i seguenti 26:
- Abondant
- Anet
- Berchères-sur-Vesgre
- Boncourt
- Boutigny-Prouais
- Broué
- Bû
- Champagne
- La Chapelle-Forainvilliers
- La Chaussée-d'Ivry
- Cherisy
- Germainville
- Gilles
- Goussainville
- Guainville
- Havelu
- Marchezais
- Le Mesnil-Simon
- Montreuil
- Oulins
- Rouvres
- Saint-Lubin-de-la-Haye
- Saint-Ouen-Marchefroy
- Saussay
- Serville
- Sorel-Moussel